# Marie Šedivá
Marie Šedivá-Krůbová, née le 12 octobre 1908 et morte le 13 décembre 1975 à Prague, est une escrimeuse tchécoslovaque pratiquant le fleuret. Elle a remporté le titre de championne du monde en 1938 dans la ville tchécoslovaque de Piešťany, dans un contexte international extrêmement tendu et en l'absence des fleurettistes allemandes, autrichiennes et hongroises, dont les fédérations ont boycotté la compétition. Elle a remporté le titre au terme d'une poule unique de neuf escrimeuses, remportant ses huit assauts sans défaite.
Deux ans auparavant, elle avait participé aux Jeux de 1936 à Berlin. Avec deux victoires pour trois défaites, elle est éliminée dès le premier tour de poule qualificative.

## Palmarès
- Championnats du monde
  -  Médaille d'or en individuel aux championnats du monde 1938 à Piešťany